# Dasyatis hypostigma
Dasyatis hypostigma är en rockeart som beskrevs av Santos och Carvalho 2004. Dasyatis hypostigma ingår i släktet Dasyatis och familjen spjutrockor. IUCN kategoriserar arten globalt som otillräckligt studerad. Inga underarter finns listade i Catalogue of Life.